# Вук Рупник
Вук Рупник (словен. Vuk Rupnik) (*27 липня 1912 — †14 серпня 1975) — словенський військовий, офіцер часів Другої світової війни.

## Біографічні дані
Народився в Мостарі (Боснія та Герцеговина) в сім'ї військового Леона Рупника. Навчався у військовій академії в Белграді, проходив службу у гірських армійських з'єднаннях. У 1940 призначений командиром у Герово (регіон Горський Котар, Хорватія), згодом був підвищений до звання капітана. Після капітуляції Югославії деякий час перебував в ув'язненні у Падуї; у 1942 приєднався до Антикомуністичної добровольчої міліції та отримав у розпорядження частину дивізії в Ново Место. Після капітуляції Італії сконцентрував частини міліції в районі Ново Место та долучив їх до німецької армії після виводу італійців біля Костанєвиці-на-Кркі. У листопаді 1943 військові з'єднання під командуванням Рупника — група Рупника (словен. Rupnikova skupina) — була сформована у 3-й батальйон Словенського домобранства. Батальйон, очолюваний Рупником, взяв участь у німецькому вторгненні на територію Нижньої Крайни у 1943. 14 грудня 1943 Рупник очолив 3-тю бойову групу та був перебазований до Любляни наприкінці року, де служив офіцером зв'язку між німецьким штабом та штабом домобранства. 5 липня 1944 очолив 2-й штурмовий батальйон у Ракеці, який виявився успішним у боротьбі з партизанськими з'єднаннями у Внутрішній та Нижній Крайні. На початку 1945 отримав звання майора. Наприкінці війни разом з підконтрольним йому батальйоном перебрався до Каринтії. 11 травня 1945 взяв участь у руйнуванні в'язниці для партизан біля Ферлаху. Деякий час залишався в Австрії, працював на фермах у Тиролі. Згодом перебрався до Аргентини, де працював клерком на текстильній фабриці в Буенос-Айресі. Помер у Кастеларі (Аргентина).